# Helden (Limburg)
Helden (anhörenⓘ) ist ein Ort und eine ehemalige Gemeinde in der niederländischen Provinz Limburg. Die Gemeinde wurde am 1. Januar 2010 zusammen mit den Nachbargemeinden Meijel, Maasbree und Kessel zur neuen Gemeinde Peel en Maas zusammengeschlossen.

## Ortsteile
Zur Gemeinde zählten folgende Orte:
- Helden und Panningen, zwei zusammengewachsene Dörfer, mit insgesamt 13.500 Einwohnern; im Ortsteil Panningen befand sich die Gemeindeverwaltung;
- Beringe, 2,5 km westlich von Helden-Panningen, mit etwa 2.100 Einwohnern;
- Egchel, am Südwestrand von Helden-Panningen, mit etwa 1.000 Einwohnern;
- Grashoek, 3 km nordwestlich von Helden-Panningen, mit etwa 1.700 Einwohnern;
- Koningslust, 3 km nördlich von Helden-Panningen, mit 1.200 Einwohnern.

## Lage, Verkehr, Wirtschaft
Die ehemalige Gemeinde liegt etwa 15 km westlich von Venlo, am Rande des Moorgebietes "de Peel". Gerade nördlich vom Ortsteil Koningslust befindet sich Ausfahrt Nr. 38 der Autobahn A67 Eindhoven – Venlo.
In Venlo, etwa 15 km entfernt, befindet sich der nächste Bahnhof. Der Radweg Fietsallee am Nordkanal verläuft durch den Ort.
Das Zwillingsdorf Helden-Panningen ist das Wirtschafts-, Einkaufs- und Bildungszentrum der Region. Im Jahr 1961 gründete der Philips-Konzern hier eine Gerätefabrik, die jedoch nicht mehr besteht. Aber es gibt im Ort weiterhin viele kleine Fabriken, Gewerbe- und Handelsunternehmen. In den anderen Orten überwiegt die Landwirtschaft und der Gartenbau. Im Dorf Koningslust steht eine große psychiatrische Heilanstalt.

## Geschichte
Das Gebiet wurde 1279 als Besitz der Herrlichkeit Kessel erwähnt. Es kam später an das Herzogtum Geldern. Im 17. Jahrhundert gab es in Helden-Panningen eine sogenannte schepenbank, ein recht bedeutendes Schöffengericht. Wie auch Maasbree kam Helden-Panningen im frühen 18. Jahrhundert an das Königreich Preußen. Die Preußen förderten zwar den Handel und das Gewerbe, forderten aber auch eine akribische Gemeindeverwaltung und während der Schlesischen Kriege 1740–1763 hohe Kriegssteuern.
Nach der Franzosenzeit (1789–1815) kam es an das Königreich der Niederlande; dann war Helden-Panningen 1830–1840 vorübergehend belgisch. Zwischen 1840 und 1940, wieder unter niederländischer Herrschaft, hatten die Menschen hier ein karges Dasein in der Landwirtschaft.
Im Zweiten Weltkrieg hatte die Gemeinde viel zu leiden. Der Widerstand gegen den deutschen Besetzer war verhältnismäßig stark, was zu mehreren Repressalien, u. a. Erschießungen, führte. Im November 1944 wurde die Gemeinde nach schweren Kämpfen von den Alliierten erobert, blieb aber bis März 1945 in Frontnähe, was noch zu weiteren Kriegsschäden führte. Nach 1950 gab es wirtschaftlichen Fortschritt, unter anderem durch die Ansiedlung von Industriebetrieben.

## Tourismus
Beringe liegt am aus etwa 1810 stammenden Nordkanal, der als Teil einer Wasserstraße nach Frankreich geplant war. Der Kanal dient jetzt touristischen Zwecken.
Helden hat einen kleinen Wald, in dem Spaziergänge möglich sind, und einen Campingplatz. In Zukunft sollen mehr touristische Anziehungspunkte geschaffen werden.

## Städtepartnerschaft
Der Ortsteil Beringe hat im Rahmen der Stiftung 5 × Beringen International eine Partnerschaft zu (nahezu) namensgleichen Orten in vier anderen Ländern, und zwar:
- Beringen, Belgien
- Behringen (Stadtilm), Deutschland
- Behringen (Hörselberg-Hainich), Deutschland
- Behringen bei Bispingen, Deutschland
- Beringen, Luxemburg
- Beringen, Schweiz

## Politik

### Sitzverteilung im Gemeinderat
Bis zur Auflösung der Gemeinde ergab sich seit 1982 folgende Sitzverteilung:
| Partei                | Sitze | Sitze | Sitze | Sitze | Sitze | Sitze | Sitze |
| Partei                | 1982  | 1986  | 1990  | 1994  | 1998  | 2002  | 2006  |
| --------------------- | ----- | ----- | ----- | ----- | ----- | ----- | ----- |
| CDA                   | 9     | 9     | 10    | 8     | 9     | 9     | 7     |
| GroenLinks            | —     | —     | —     | —     | —     | 2     | 4     |
| PvdA                  | 0     | 1     | 2     | 1     | 2     | 1     | 4     |
| Initiatief Helden ’82 | 2     | 3     | 4     | 4     | 3     | 3     | 4     |
| VVD                   | 2     | 2     | 1     | 2     | 2     | 2     | 2     |
| Nieuwe Helden a       | —     | —     | —     | 2     | 1     | —     | —     |
| Senioren 2000         | —     | —     | —     | —     | 0     | —     | —     |
| Helden Links          | 2     | 2     | —     | —     | —     | —     | —     |
| Lijst Schers b        | 2     | —     | —     | —     | —     | —     | —     |
| Lijst Helden-Dorp     | 0     | —     | —     | —     | —     | —     | —     |
| Gesamt                | 17    | 17    | 17    | 17    | 17    | 17    | 17    |

## Söhne und Töchter der Gemeinde
- Ton Engels (* 1952), Gitarrist und Singer-Songwriter
- Fabian Bohn (* 1982), DJ und Musikproduzent
- Jolanda Verstraten (* 1983), Leichtathletin